# 布部駅
布部駅（ぬのべえき）は、北海道富良野市字布部市街地にあった北海道旅客鉄道（JR北海道）根室本線の駅（廃駅）である。駅番号はT31。電報略号はヌノ。事務管理コードは▲110401。

## 歴史

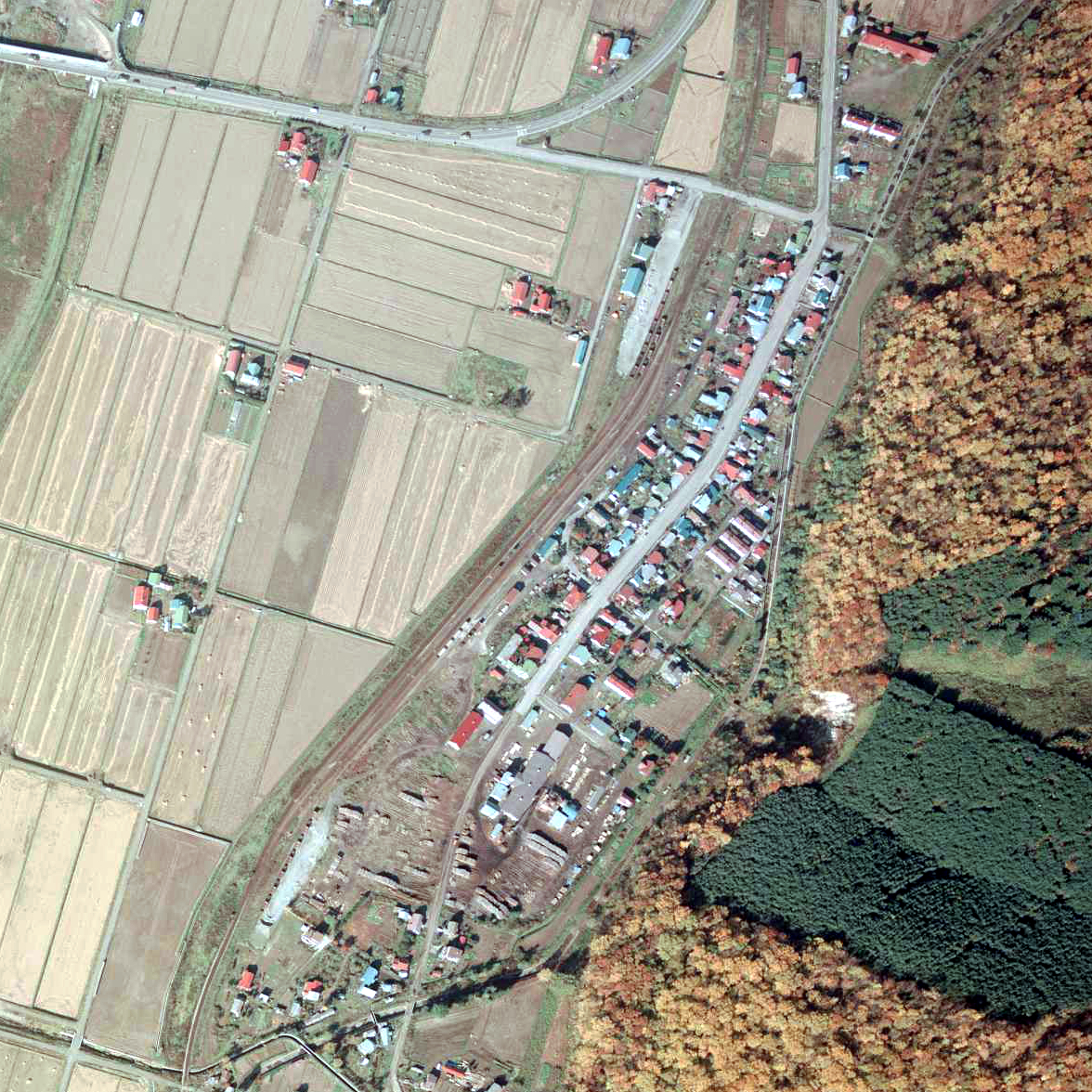
1977年の布部駅と周囲約750 m範囲。左下が新得方面。島式ホーム1面2線と駅舎前を通って横の落合方面にある貨物積卸し場へ向かう貨物線からなり、さらに駅表落合方面に土場と貨物線から分岐する2本の引込線が、駅裏の富良野方面にも土場と駅裏本線から分岐する2本の引込線が、構内中央を中心とした点対称の様に配置されている。。

当駅南東に広がる東京帝国大学（現・東京大学）北海道演習林（以下「東大演習林」）および、東方の麓郷（ろくごう）地区の森林資源開発を目的として、東京帝国大学が中心となって開駅運動を展開して開設された請願駅であった。
当駅はフジテレビ系連続ドラマ『北の国から』第1話（1981年放送）のロケーション撮影に使われ、麓郷に戻る主人公らが降り立った駅である。駅前には脚本家倉本聰直筆の『北の国から』を記念した看板がある。

### 年表
- 1927年（昭和2年）12月26日：鉄道省根室本線下富良野駅（現・富良野駅） - 山部駅間に新設開業（一般駅）[7]。また、同年に当駅から麓郷22号地間に東大演習林森林軌道の路線（通称「麓郷本線」）が開通（馬力）[8]。
- 1929年（昭和4年）：森林軌道麓郷本線にガソリン機関車導入[8]。
- 1930年（昭和5年）：同年頃、森林軌道麓郷本線に同西達布本線から蒸気機関車が転入[8]。
- 1939年（昭和14年）：同年頃、森林軌道麓郷本線に木炭ガス併用のガソリン機関車導入[8]。
- 1947年（昭和22年）：同年頃、森林軌道麓郷本線における木材輸送が終了（トラック輸送へ移行）[8]。
- 1949年（昭和24年）6月1日：日本国有鉄道（国鉄）に移管。
- 1949年（昭和24年）12月1日：開駅以来の管轄であった旭川鉄道管理局から釧路鉄道管理局に管轄替え[4]。
- 1980年（昭和55年）：国鉄が当駅の無人化を富良野市に提案[9]。
- 1982年（昭和57年）
  - 2月：富良野市が当駅の無人化について同意[9]。
  - 11月15日：貨物・荷物取扱い廃止[10]。同時に無人化[11][9]。
- 1987年（昭和62年）4月1日：国鉄分割民営化により、北海道旅客鉄道（JR北海道）の駅となる[1]。
- 1994年（平成6年）4月1日：釧路支社と本社鉄道事業本部の境界を当駅の富良野駅方（施設キロ 61km 000 m地点）から上落合信号場手前（施設キロ114 km 700 m地点）に変更し、当駅の管轄を本社鉄道事業本部に移管[12]。
- 2024年（令和6年）
  - 3月31日：駅廃止に伴うお別れセレモニーが地元住民らにより開かれ、『北の国から』脚本家の倉本聰も参加[5]。
  - 4月1日：富良野駅 - 新得駅間の廃止に伴い廃駅[13][JR北 1]。

### 駅名の由来
地名より。現在の布部川を指すアイヌ語名「ヌモッペ（num-ot-pe）」（果実・ある・もの〔川〕）に由来し、ここでいう果実とは多くの場合クルミを指す。
これに「布部（ぬのっぺ）」と当て字し、後に転訛して現在の読みとなった。

## 駅構造
廃止時点では木造駅舎を持つ地上駅であった。少なくとも1993年（平成5年）時点で島式ホーム1面2線のうち根室方に向かって右手（駅舎反対側）のみを使用しており、そのほか側線があった。無人駅。

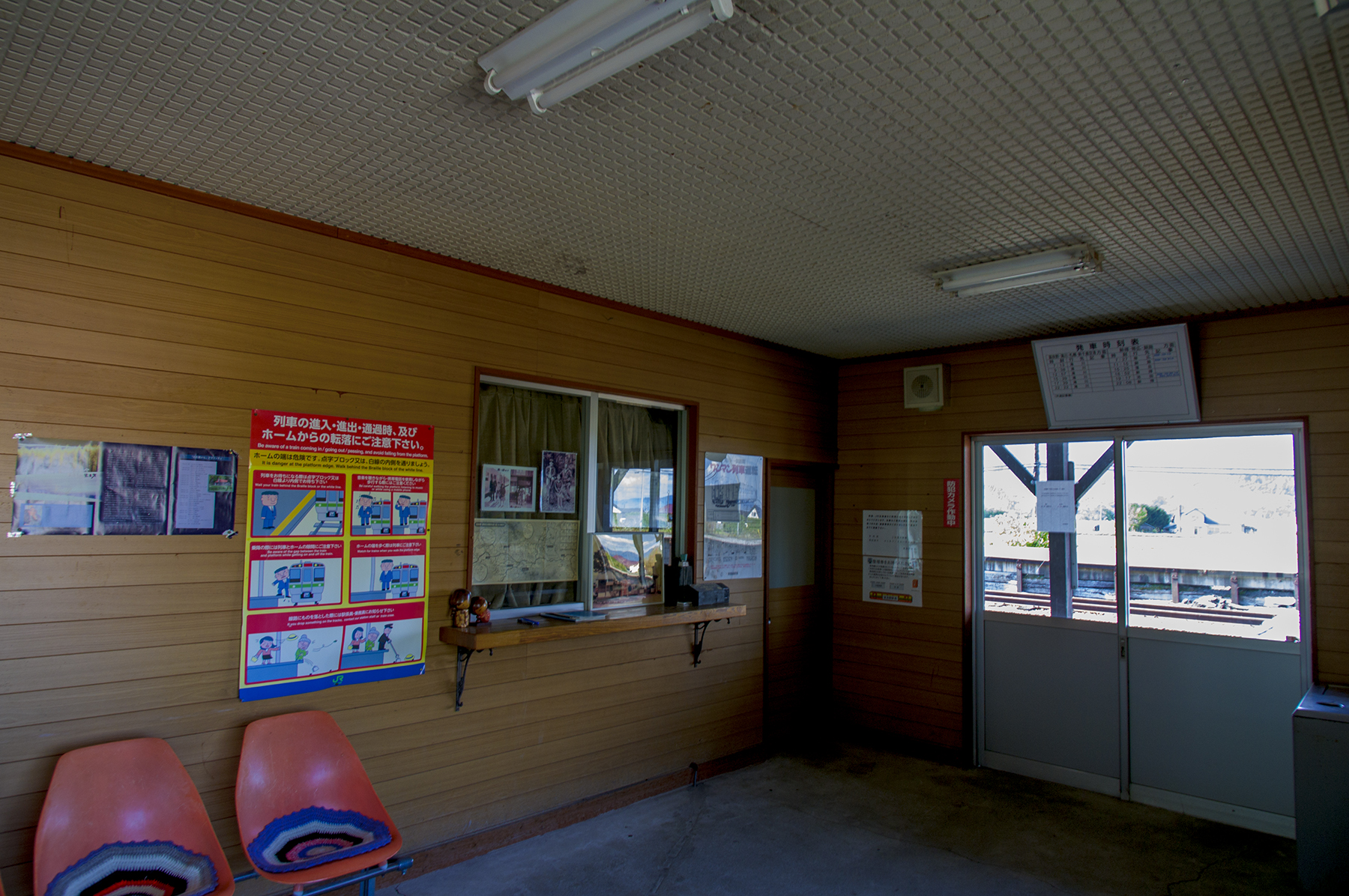
待合室（2012年10月）
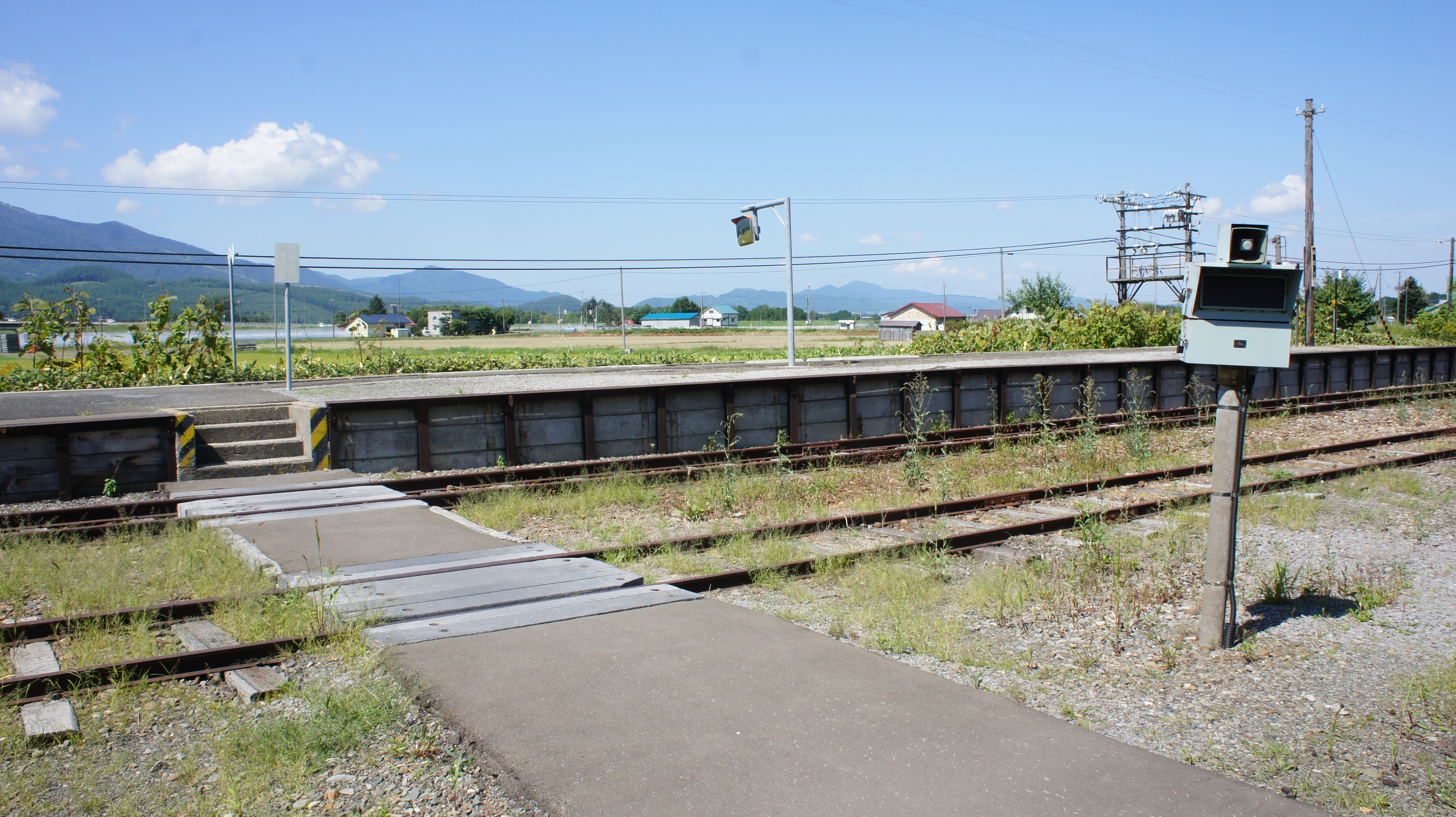
構内踏切（2017年8月）
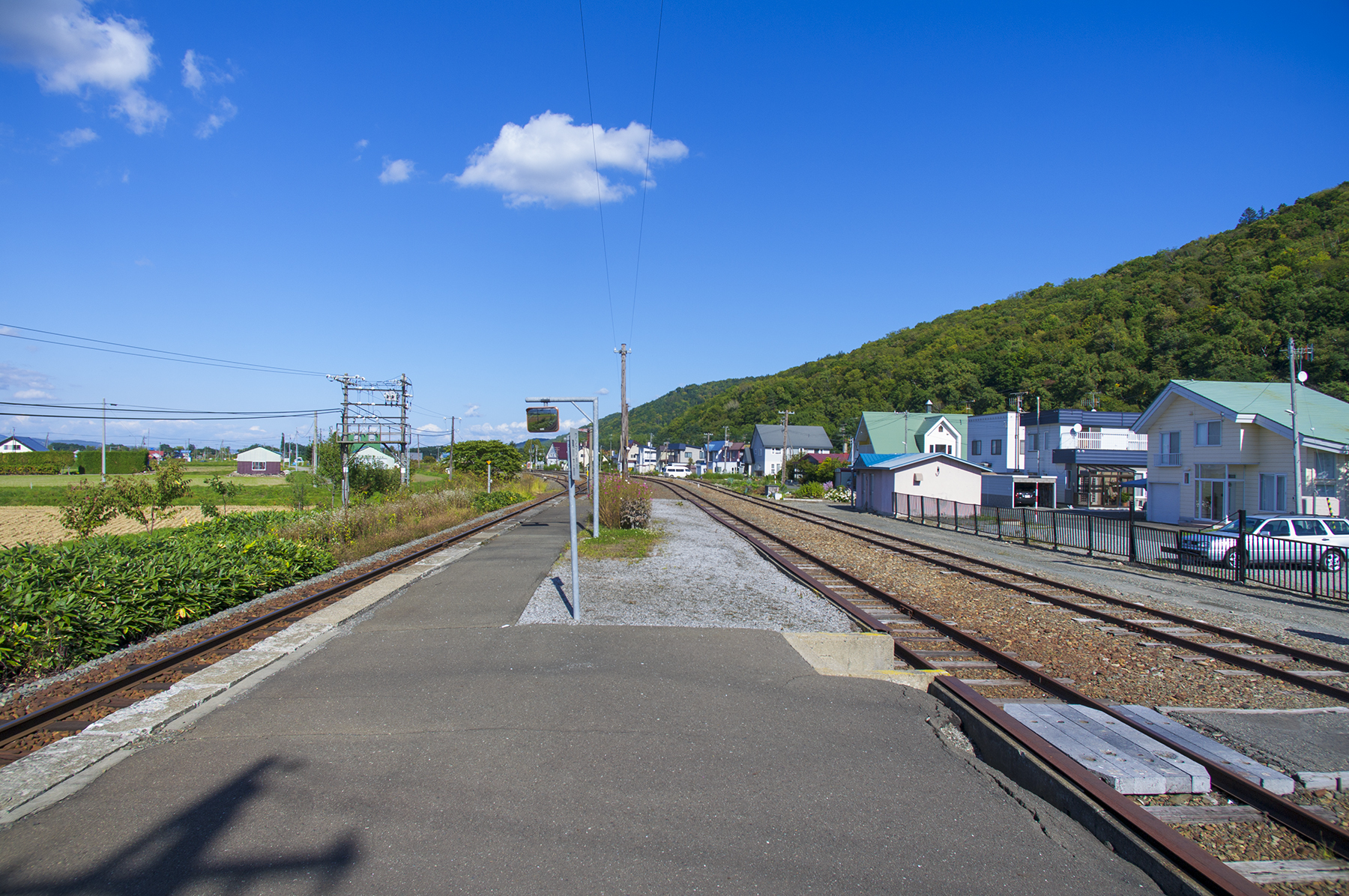
ホーム（2012年10月）

## 利用状況
乗車人員の推移は以下のとおりであった。年間の値のみ判明している年については、当該年度の日数で除した値を括弧書きで1日平均欄に示す。乗降人員のみが判明している場合は、1/2した値を括弧書きで記した。
また、「JR調査」については、当該の年度を最終年とする過去5年間の各調査日における平均である。
| 年度               | 乗車人員 | 乗車人員      | 乗車人員     | 出典        | 備考                                            |
| 年度               | 年間     | 1日平均       | JR調査       | 出典        | 備考                                            |
| ------------------ | -------- | ------------- | ------------ | ----------- | ----------------------------------------------- |
| 1953年（昭和28年） |          | 「230名程度」 |              | [ 4 ]       | 同年10月1日調査。                               |
| 1968年（昭和43年） | 65,165   | (178.5)       |              | [ 16 ]      |                                                 |
| 1973年（昭和48年） | 41,993   | (115.0)       |              | [ 16 ]      |                                                 |
| 1978年（昭和53年） | 26,274   | (72.0)        |              | [ 16 ]      |                                                 |
| 1983年（昭和58年） | 16,425   | (44.9)        |              | [ 16 ]      | 1981年に石勝線開通                              |
| 1988年（昭和63年） | 8,565    | (23.5)        |              | [ 16 ]      |                                                 |
| 1992年（平成04年） |          | (13.0)        |              | [ 2 ]       | 1日平均乗降客数26人                             |
| 2015年（平成27年） |          |               | 「10名以下」 | [ JR北 2 ]  |                                                 |
| 2016年（平成28年） |          |               | 4.0          | [ JR北 3 ]  | 同年度から東鹿越駅 - 新得駅間被災によりバス代行 |
| 2017年（平成29年） |          |               | 3.4          | [ JR北 4 ]  |                                                 |
| 2018年（平成30年） |          |               | 2.8          | [ JR北 5 ]  |                                                 |
| 2019年（令和元年） |          |               | 2.4          | [ JR北 6 ]  |                                                 |
| 2020年（令和02年） |          |               | 2.0          | [ JR北 7 ]  |                                                 |
| 2021年（令和03年） |          |               | 2.2          | [ JR北 8 ]  |                                                 |
| 2022年（令和04年） |          |               | 2.2          | [ JR北 9 ]  |                                                 |
| 2023年（令和05年） |          |               | 2.2          | [ JR北 10 ] | 営業最終年度                                    |

## 駅周辺
駅前には小さな集落があり、商店等もある。
- 北海道道544号麓郷山部停車場線
- 布部郵便局
- 富良野市立布部小中学校
- 空知川
- 国道38号
- ふらのバス「布部入口」停留所（旧踏切付近）
- 占冠村営バス「布部入口」停留所（国道38号沿い）

## 隣の駅
北海道旅客鉄道（JR北海道）
■根室本線
富良野駅 (T30) - 布部駅 (T31) - 山部駅 (T32)

### JR北海道
1. ↑  『根室線（富良野・新得間）の鉄道事業廃止届の提出について』（PDF）（プレスリリース）北海道旅客鉄道、2023年3月31日。オリジナルの2023年3月31日時点におけるアーカイブ。2023年3月31日閲覧。
2. ↑  “極端にご利用の少ない駅（3月26日現在）” (PDF). 平成28年度事業運営の最重点事項.   北海道旅客鉄道株式会社. p. 6 (2016年3月28日). 2017年12月10日閲覧。
3. ↑  “駅別乗車人員（2016）” (PDF). 線区データ（当社単独では維持することが困難な線区）(地域交通を持続的に維持するために).   北海道旅客鉄道株式会社. p. 2 (2017年12月8日). 2018年8月17日時点のオリジナルよりアーカイブ。2018年8月17日閲覧。
4. ↑  “根室線（富良野・新得間）” (PDF). 線区データ（当社単独では維持することが困難な線区）(地域交通を持続的に維持するために).   北海道旅客鉄道. p. 3 (2018年7月2日). 2018年8月18日時点のオリジナルよりアーカイブ。2018年8月18日閲覧。
5. ↑  “根室線（富良野・新得間）” (PDF). 線区データ（当社単独では維持することが困難な線区）(地域交通を持続的に維持するために).   北海道旅客鉄道. p. 3 (2019年10月18日). 2019年10月18日時点のオリジナルよりアーカイブ。2019年10月18日閲覧。
6. ↑  “根室線（富良野・新得間）” (PDF). 地域交通を持続的に維持するために > 輸送密度200人未満の線区（「赤色」「茶色」5線区）.   北海道旅客鉄道. p. 3 (2020年10月30日). 2020年11月2日時点のオリジナルよりアーカイブ。2020年11月4日閲覧。
7. ↑  “駅別乗車人員 特定日調査（平日）に基づく”.   北海道旅客鉄道. 2022年8月3日時点のオリジナルよりアーカイブ。2022年8月14日閲覧。
8. ↑  “駅別乗車人員 特定日調査（平日）に基づく”.   北海道旅客鉄道. 2022年9月3日時点のオリジナルよりアーカイブ。2022年9月3日閲覧。
9. ↑  “駅別乗車人員 特定日調査（平日）に基づく”.   北海道旅客鉄道. 2023年11月10日時点のオリジナルよりアーカイブ。2023年11月10日閲覧。
10. ↑  “駅別乗車人員  特定日調査（平日）に基づく”.   北海道旅客鉄道 (2024年). 2024年9月9日時点のオリジナルよりアーカイブ。2024年9月9日閲覧。